# فرودگاه آبی گانانوک
فرودگاه آبی گانانوک (به انگلیسی: Gananoque Water Aerodrome) یک فرودگاه همگانی است که یک باند فرود آب دارد. این فرودگاه در کشور کانادا قرار دارد و در ارتفاع ۷۵ متری از سطح دریا واقع شده‌است.